# 민종식 고택
민종식 고택은 대한민국 충청남도 청양군 정산면 천장리에 있는 가옥이다. 1991년 4월 1일 청양군의 향토유적 제2호로 지정되었다.

## 개요
민종식(1861~1917) 선생이 을미사변 후 벼슬을 버리고 정산면에 은둔할 당시 살던 가옥이다.